# 伊藤桃
伊藤 桃（いとう もも、3月11日 - ）は、日本のアイドル、タレント。
青森県上北郡野辺地町出身。青山学院大学文学部卒業。

## 来歴
中学卒業間近で東京に移住。ティーンズ女子向け情報誌『My Birthday』（実業之日本社）の専属モデルや短篇映画への出演などの活動実績があったが、2006年11月にPEACHと契約し本格的に芸能活動を開始。
同年、GyaOの番組『ミスマガ!』の敗者復活企画でミスマガジン2007にエントリー。セミファイナリスト（ベスト16）には選ばれなかったが、ミスマガジンフットサル練習生に就任。
2007年にJR函館線を旅したことがきっかけで鉄道旅行に目覚めた。
2009年2月、高城樹衣、小嶋じゅん、田井中茉莉亜とともに2ヶ月の期間限定ユニット「ドミノモード」を結成し、ライブアイドル活動を開始。
同年4月、横井詩織、広瀬まいとともに漫☆画太郎原作のFLASHアニメDVD『クソして寝たら20周年!漫☆画太郎まつりだ、バカヤロー』のキャンペーンガール「G☆ガールズ」を結成。
同年7月、書籍『鉄道乙女のちいさな旅』（人文社）を出版。『新幹線エクスプローラ』（イカロス出版）に連載コラムを開始。（2012年7月終了）同年12月、『BOMB』（学研プラス（現ワン・パブリッシング））ビキニ道場4期生グランプリに選ばれる。
2010年5月、アイドルユニット「Girl’s Next」結成メンバーとして参加。同年11月、シングルCD『Good my Luv★!!』でソロ歌手としてデビュー。
2011年7月、青森県上北郡野辺地町より「むつ湾“のへじ”特派員」に任命された。
2012年3月、『ストリートファイター X 鉄拳』発売記念「MissストクロCOLLECTION」オーディションで「MISS飛鳥」に選出された。同年、「ミスヤングチャンピオン2013」ファイナリストに選出された。
2013年1月、JR東日本の旅行商品・おトクなきっぷ紹介番組『旅する気分』（岩手めんこいテレビ／青森放送）の主役“鉄子”役に抜擢された。同年9月、ライブアイドル活動開始時からの念願だった原宿アストロホールにて、ワンマンライブを開催した。
2014年4月、『新幹線エクスプローラ』で紀行記事を手がけた。同年、「ミスiD2015」にエントリー、セミファイナリストに選出された。
2015年11月、『J-train』で長文紀行記事を手がけた。
2016年1月10日、JR旅客鉄道全線の乗車を達成した。
同年11月、初の単独著作書籍『桃のふわり鉄道旅』（開発社）を出版。2019年3月、二冊目の単独著作書籍『鉄道アイドル伊藤桃 小田急全駅ものがたり』（シンコーミュージック）を出版した。
2022年8月29日より最長片道切符の旅を始めた。同年9月23日に終点の新大村駅に到着し、翌日に「最長片道きっぷの旅」達成者第1号の認定書を受け取った。

## 人物
- 血液型はA型。友人からはB型っぽいと言われているが[9]、ZAK THE QUEEN掲載時はB型と誤植されていた。
- 2歳下の妹がいる[10]。
- 斉藤雪乃や木村裕子など鉄道好きなタレントとの親交があり、斉藤とは「雪乃」「桃ちゃん」と呼び合っている。

## 作品

### シングル
- Good my Luv★!! （2010年11月17日 CHEM-0105）

1. Good my Luv★!!
2. Dreaming☆Star

- チューして♥ギュッてして♥ （2012年3月13日 CHEM-0109）

1. チューして♥ギュッてして♥
2. LOVE DANCING
3. 青い鳥

- "LOVE" remind... （2013年1月22日 RTRM-0004 - 0006）

1. "LOVE" remind...
2. Phrase of Love

- Summer Fever!! （2014年9月27日 MRIM-1）

1. Summer Fever!!
2. 夏夜に咲く華
3. 線香花火

- 可愛いんだからキスをして♡ （2017年9月10日 ライブ会場発売）

1. 可愛いんだからキスをして♡
2. My Happy days

- 出発☆進行～どこまでも～ （2018年9月16日 ライブ会場発売）

1. 出発☆進行～どこまでも～
2. starry sky

### アルバム
ミニアルバム
- SEASONS（2019年9月15日 ライブ会場発売）
  - 1.　Shooting snow
  - 2.　Magical snow
  - 3.　夢の終わりに
  - 4.　華空
  - 5.　桜色の恋に恋して‼

オムニバス
- アニメ☆ダンスPresents アニカンヒットチャートセレクション 　（2009年2月25日 FARM RECORDS）
  - 12.　TRICKSTER - ドミノモード名義
- IDOL PARADE vol.2 （2012年9月5日 RTML-0002）
  - 5.　チューして♥ギュッてして♥
- JNR to JR（2017年3月29日 キングレコード KIZC-376/7）
  - 9.　列車とどこかへ

### 主な著作
- 書籍
  - 鉄道乙女のちいさな旅 （2009年7月 人文社 ISBN 9784795912205） - 横見浩彦編集、横見・中嶋春香・斉藤雪乃との共著。
  - 桃のふわり鉄道旅（2016年11月　開発社 ISBN 9784759101560）
  - 鉄道アイドル伊藤桃 小田急全駅ものがたり（2019年3月　シンコーミュージック ISBN 978-4401646999）
  - ―約11000km― 最長片道切符・令和の旅（2023年12月　自費出版）
- 新聞
  - 東奥日報 （東奥日報社）「鉄ドル 桃の旅日記」（2011年6月 - 2015年3）- 連載コラム
  - 夕刊フジ（産経新聞社）・ZAKZAK（産経デジタル）「鉄ドル・伊藤桃　“ぐう渋”居酒屋の旅」（2020年6月 - ）- 連載コラム
- 雑誌
  - 新幹線エクスプローラ（イカロス出版）
    - 伊藤桃の新幹線旅日記（2009年7月 - 2012年7月）- 連載コラム
    - 紀行記事 （2014年4月）

  - 旅と鉄道 （朝日新聞出版→山と渓谷社）
    - 2012年3月  - コラム
    - 2013年11月  - コラム
    - 2019年7月  - コラム
    - 2024年1月

  - J train （イカロス出版）
    - Vol.52 （2013年11月）– コラム
    - Vol.55 （2014年8月）– コラム
    - Vol.57 （2015年2月）– コラム
    - Vol.60 （2015年11月）– 紀行記事
    - Vol.61 （2016年2月）– 紀行記事
    - Vol.73 （2019年2月）– 紀行記事

  - JR特急列車年鑑2014（2013年11月 イカロス出版）- コラム
  - フォトコン（2017年12月～2018年12月　日本写真企画)- 連載コラム「写真がもっと楽しくなるSNSのすすめ」
  - 夜行列車追想（2020年12月　イカロス出版）– 紀行記事
  - めざせ!!新幹線博士 (2022年8月 - イカロス出版) - 連載コラム
- WEB
  - キタコレ（博報堂ケトル・ヴィレッジヴァンガード）連載コラム（2018年3月 - ）

## 出演

### 主なワンマンライブ
- GYU!と桃缶
  - ～桃のすべてみせちゃいます～ （2010年3月18日 東京都 池袋 RUIDO K3）
  - ～桃のすべてみせちゃいます～ セカンドワンマン運転『出発進行』（2010年9月12日 東京都 池袋 RUIDO K3）
  - ～桃のすべてみせちゃいます～ 乗車券拝見します （2011年4月3日 東京都 新宿 RUIDO K4）
  - ～桃のすべてみせちゃいます～ （2012年3月11日  東京都 Shibuya O-crest）
  - ～桃のすべてみせちゃいます～ お誕生日だよ新たなるステージへ出発進行♪ （2013年3月11日 東京都 渋谷 Glad）
  - ～桃のすべてみせちゃいます～ 2014年桃の旅!!乗り遅れにはご注意ください （2014年3月11日 東京都 渋谷 Club asia）
  - ～桃の全てみせちゃいます！～夢をみちゃってもいいじゃない＼(^o^)／ウエストにむかって出発進行（2015年3月11日 東京都 渋谷  TSUTAYA O-WEST）
  - ～桃のすべてみせちゃいます～ 1010(とうとう)10年！未来へ向かって出発進行！ （2019年9月15日 東京都 六本木 morph-tokyo）
- バースデイライブ（GYU!と桃缶以外）
  - happy happy birthday♡生誕ライブ！ （2016年3月10日  東京都 表参道 GRAUNDO）
  - ももももお誕生日パーティー バンドだよ （2017年3月11日  東京都 渋谷 RUIDO K2）
  - お誕生日カウントダウンライブ♡ （2018年3月10日  東京都 渋谷 Glad）
  - ～桜色の恋に恋して～（2022年3月20日  東京都 高円寺 KOENJI HIGH）
  - 一生「伊藤桃」宣言！バースデーワンマンライブ一（2023年3月11日  東京都 SHIBUYA RING）
- 周年ライブ（GYU!と桃缶以外）
  - 祝☆三年!みんなで一緒にお祝いしたいのです （2012年9月11日　東京都 渋谷 Glad）
  - まだまだ夏はおわらないっっ!!四周年パパパサマーパーティー （2013年9月7日  東京都 原宿 アストロホール）
  - 五年たっても…なんてたってアイドル♪ （2014年9月12日   東京都 渋谷 Glad）
  - 6年目の本気見せます!（2015年9月12日  東京都 SHIBUYA-REX）
  - 365x8 （2017年9月10日  東京都 渋谷 Club asia）
  - 11（いい）っぱいありがとう周ねん記念プチワンマン （2020年9月13日  東京都 渋谷 RUIDO K2）
  - ～2021伊藤桃スペシャルデー～　☆何ってたってアイドル☆　第三部（2021年11月13日  東京都 初台DOORS）
  - 歌って歌って歌う宴（2022年10月2日  東京都 下北沢 ろくでもない夜）

### テレビ
- 黒い太陽SP（2007年9月 テレビ朝日）
- アキバ100人アイドル～ヴィーナスファイト～ （2008年7月 -　BS11）
- グラビアの美少女 （2009年1月 MONDO21）
- グラカラ （2009年1月 第一興商スターカラオケチャンネル）
- タッチミーアイドル （2009年1月 第一興商スターカラオケチャンネル）
- 次世代アイドル調査隊 IDOL×HUNTER（2009年4月 - エンタ!371）
- アカデミーナイト （2009年10月 - 12月 TBS）
- 所さんの楽しいゴルフ （2010年1月 テレビ東京）
- 愛しのメロンパン （2010年10月 テレ朝チャンネル）
- 全力坂 （2010年3月 テレビ朝日）- 単独出演（日替わり）
- 夜遊び三姉妹 （2011年12月 日本テレビ） - ふるぼっこ堂コーナーに出演
- ぶらり特選 鉄ビュー3D （2012年1月 - ニンテンドー3DSいつの間にテレビ）
- 桃のオススメ野辺地町 （2012年3月 - 6月 旅チャンネル）
- 美少女ヌードル （2012年6月 テレビ朝日）- 単独出演（日替わり）
- 激論!どっちマニア （2012年11月 テレビ朝日）
- 旅する気分 （2013年1月 - 12月　岩手めんこいテレビ／青森放送 - 鉄子 役　※JR東日本単独提供番組
- なかよし討論会 （2013年2月 鉄道チャンネル）
- 鉄道カワイイTV （2013年2月 鉄道チャンネル）
- 鉄道紅白歌合戦 （2013年2月 鉄道チャンネル）
- NHKプレマップ （2013年6月 NHK総合／BS1／BSプレミアム）
- はちきゅん年末スペシャル大晦日だよ!じぇじぇじぇな歌deおもてなし （2013年12月　岩手めんこいテレビ）」
- Soleいいね! （2014年8月 SBSテレビ） -東武鉄道公式キャラクター・鉄道むすめゲストキャラクター 姫宮なな 役
- ミライメイカーズ （2015年7-8月 テレ玉） -クラウドファンディング起案者として
  - （2016年1月- 3月、テレ玉） -レギュラーMC
- 鉄道乙女が行く！信州とっておきの旅 （2016年4月- 長野朝日放送） -レギュラー
- Japan Railway Journal (2016年11月 NHKワールドTV)
- BOOK STAND.TV(2016年12月 BS12 トゥエルビ)
- スクール革命! (2017年4月 日本テレビ)
- お願い!超選挙 (2017年8月17日,2024年4月 テレビ朝日)
- 車あるんですけど…? (2018年6月3日 テレビ東京)
- 吉田山田のドレミファイル （2019年6月 TVK）
- 100%!アピールちゃん (2021年10月18日 毎日放送制作/TBS系全国ネット)

### ラジオ
- にっぽん鉄道“音”の旅 （NHKデジタルラジオ 2010年2月）
- DJ Tomoaki’s Radio Show! （下北FM 2010年10月28日）
- 横見浩彦ラジオ鉄道 （2010年10月 - 2015年3月 四国放送 他 ） - レギュラーパソナリティー
- 恋する！たび鉄部 （2011年8月 ポッドキャスト）
- 小桃音まいの推し！まいにゃ （下北FM 2012年3月）
- flowers （JFN系ラジオ 2012年5月）
- アイドルライブ情報部☆ （下北FM 2013年1月）
- ウハステーション （ラジオ日本 2013年2月・2014年3月） - 番組内ラジオドラマに出演
- 発信しちゃお （レインボータウンFM 2013年1月・3月・8月）
- ラジカントロプス2.0 （ラジオ日本 2013年9月） - メインパソナリティー（週替わり）
- Wテツのらぶらじ （SBSラジオ 2014年8月） - 姫宮なな 役
- 森本亜美のマインドスケッチ （エフエム熱海湯河原 2014年11月）
- 渋谷P.R のLike a family （下北FM 2015年3月）
- 渋谷のほんだな　（渋谷のラジオ）
  - 2017年1月
  - 2019年3月
  - 2022年8月
  - 2024年7月
- スギテツのGRAND NACK RAILROAD (NACK5)
  - 2017年4月
  - 2017年6月
  - 2018年7月
  - 2019年3月
  - 2022年12月
  - 2024年9月
- VOJAラジッ！榊原暁のさとらないト！ (FM山形 2017年5月)
- biz tech terminal　(ラジオNIKKEI第2 2018年7月)
- 鉄旅・音旅 出発進行！〜音で楽しむ鉄道旅〜
  - 2019年1月 - JR東日本「越乃Shu＊Kura」＆富山地方鉄道「アルプスエキスプレス」の旅
  - 2019年12月 - しなの鉄道「ろくもん」の旅
  - 2020年2月 - えちごトキめき鉄道「えちごトキめきリゾート・雪月花」の旅
  - 2024年4月 - JR西日本「SAKU美SAKU楽」の旅
- Delight of you (FMおだわら 2019年4月)
- 湘南エンタメタウン（FM湘南ナパサ 2019年9月/6月）
- 伊藤桃の小田急全駅ものがたり （2019年11月 - 放送中 コマラジ ） - レギュラーパソナリティー
- 横山太一のピカイチ☆ブランチ （ABCラジオ 2022年7月）
- おふらじ！EX（FM大阪 2022年7月）
- くにまる食堂（文化放送 2022年7月）
- たまむすび（TBSラジオ 2022年8月）
- 立川志の輔 落語DEデート（文化放送 2023年1月）
- ONE FINE DAY(αステーション 2023年7月)
- 森たけしのスカタンラジオ（MBSラジオ 2023年7月）
- Hit＆Hit！（ラジオ大阪 2023年７月）
- 森久保祥太郎の今週わず（BAY FM 2024年1月）
- HITS! THE TOWN（NACK５ 2024年2月）

### 映画・PV
- オムニバス映画「TRILOGIA 」 （2005年）- BITTER SWEET（主演：蒼井優） パートに出演
- 映画「Strange Circus 奇妙なサーカス」 （2005年 監督：園子温）
- アリス九號.による楽曲「NUMBER SIX.」のPV・ショートムービー（2007年）
- THE CLUTCHによる楽曲「Dream Story」のPV （2008年）
- ミスヤンチャン学園・飯田橋女子高校〜とどけ!乙女の想い〜KISS部（2013年1月30日、監督：ウンノヨウジ）- 桃 役[11]

### 雑誌・ムック・書籍
- My Birthday （ - 2007年 実業之日本社）
- flash EX （2006年8月 光文社）
- Exiting MAX （2009年1月 ぶんか社）
- 旅する鉄道 （2009年5月 枻出版）- 斉藤雪乃との旅行記
- Audition （2009年8月・11月 2010年10月 白夜書房）
- スコラ （2009年10月・11月 2010年4月 辰巳出版）
- BOMB （2009年12月 学研パブリッシング）
- CIRCUS MAX （2010年4月 KKベストセラーズ）
- 電撃ゲームス （2010年5月 アスキーメディアワークス）
- デジタルDIME （2010年10月 小学館）
- Music Magazine ALIVE （2010年10月 Foojinrock Music）- 表紙
- 鉄道バカ画像（2010年10月 KKベストセラーズ）
- パソ鉄の旅（2010年4月 インプレスジャパン）
- W100ライブアイドル （2010年11月 シンコーミュージック）
- 週刊現代（2011年3月 講談社）
- RM MODELS （2011年6月 ネコ・パブリッシング）
- 赤字ローカル線は今？2 （2011年6月 インフォレストジャパン）- 中嶋春香との対談
- クラブNゲージ（ネコ・パブリッシング）
  - vol.2 （2011年6月）
  - vol.3（2012年3月）
- 路面電車パーフェクトガイド （2011年7月 ネコ・パブリッシング）
- ヤングチャンピオン（2012年 秋田書店）
- 日本の地下鉄（2013年6月 イカロス出版）
- LIVEアイドル図鑑（2014年2月 オークラ出版）
- 日本全国絶景鉄道の旅（2015年2月 戎光祥出版）
- 男の隠れ家(2016年8月 三栄書房)

### 舞台
- 飯田家の最期 （2007年9月14日 - 18日 東京都 東銀座 Air studio） - 岡本ゆうな 役
- ツワモノ〜20××年・・・首都、江戸〜 （2009年7月1日 - 7月6日 東京都 新宿 SPACE107 ） - みーこ 役
- シブヤ×アキバ〜カノジョはボクの青い鳥〜 - エリ 役
  - 東京都 池袋 シアターグリーン BIG TREE THEATER （2010年5月19日 - 23日）
  - 大阪府大阪市 世界館 （2010年8月27日 - 29日）
  - 東京都 新宿 シアターサンモール （2010年9月2日 - 5日）
- アクアステージ （2010年7月2日 - 11日 東京都 日本橋 AQUA studio）
- Alice in Deadly School （2010年10月14日 - 17日 東京都 品川 六行会ホール） - 緑浜塔欄 役
- れでぃ♥でい～話してみれば、そんなこと～ （2011年7月6日 - 10日 池袋 シアターグリーン BIG TREE THEATER） - あやか 役
- ハルモニアガーデン （2011年8月10日 - 14日 東京都 シアターKASSAI 演出：松田信行、脚本：麻草郁、企画：アリスインプロジェクト&シアターKASSAI） - 磯原昴 役
- ポチっとな。 - 佐藤唯役
  - 東京都 六本木博品館 （2012年7月4日 - 8日）
  - 神奈川県横浜市 横浜相鉄本多劇場 （2012年7月14日 - 16日）
- ラズベリーガール （2013年9月19日 - 23日 東京都 中野 ザ・ポケット） - 熊川彩乃 役
- レジスタンスイレブン（2018年10月・12月 コフレリオ新宿シアター）
- 白と黒の忘年会（2019年11月 新宿シアターモリエール）

### ネット配信
- GyaO ミスマガ! （2006年 USEN）
- ZAK THE QUEEN  2007 （2007年 産経デジタル）
- Neowing （2009年1月 ネオ・ウィング）
- DAMカラ グアラビアコンテンツ （2009年1月 第一興商）
- iDOL-TV JAPAN （2009年2月 Real Graphics Japan）
- ニコニコ動画 アイパイ★ちゃんねる （2009年2月 ニワンゴ）
- YSビジュアルWEB乙女学院 （2009年3月 小学館）
- ガールズエンタテイメントBWH （2009年4月 ホワイトベース・システムズ）
- Fresh!eye デジタル写真集 （2009年5月 ケイアイコーポレーション）
- Web漫画ゼロワン  （2009年8月 ZERO ONE ENTERTAINMENT）- ヨコテツ第3話ゲスト
- さい☆たま （2010年9月 KOBATON THE MOVIE PROJECT）
- FLET'sひかり ひかり情報局（2011年11月 - NTT東日本）- レギュラー
- MC争奪！アイドル情報バトル （2012年4月 - 6月 WALLOP放送局）
- 電撃オンライン （2013年12月・2014年2月 アスキー・メディアワークス）
- ringo-a.me （2014年2月）- デジタル写真集
- ニコニコ生放送 アプリのがっこう （2015年6月 ニワンゴ）
- さとみつ＆桃の鉄道探訪記（2015年6月〜2016年3月 鉄道ch.NET） -レギュラー
- もも×てつ （2016年4月- LINE LIVE） -レギュラーMC
- 七夕直前！桃のふわり鉄道旅(下北FM 2017年7月)
- プリンセスカフェラジオ（文化放送A&G＋ 2018年11月）
- 乗りものニュース1155（TBSラジオクラウド 2019年3月）
- 伊藤桃×木村裕子「夜明けはもうすぐ～オンライン鉄道トーク臨時発車！」（東京都 下北沢 本屋B＆B 2020年5月31日）
- 伊藤桃オンライン鉄道トークショー（発信場所非公開 2020年10月4日）
- 鉄道の日記念　桃鉄分補給タイム（発信場所非公開 2021年10月17日）

### 携帯サイト
- パジャマdeおじゃま （2007年1月 ワニブックス）
- アイドルがイッパイ （2008年1月・2009年1月 スターゲートネットワーク）
- Girls walke 動画ニュースキャスター （2008年3月 - 4月 F1メディア）
- BOMBモバイルビキニ道場 （2009年10月 - 12月　学研パブリッシング）
- アイドル＆レースクイーン☆チャンネル （2010年9月）
- 密着！アイドルsweet room （2011年3月 SWEET ROOM PROJECT）

### イベント（鉄道関連を除く）
- DVD『Fresh!Eye』発売記念イベント（2008年1月25日 東京都 秋葉原 石丸電気SOFT1 他）
- 『珍遊記～太郎とゆかいな仲間たち～』上映イベント決定だぁ!!!3夜連続カーニバル （2009年7月2日-4日 東京都 渋谷シアターTSUTAYA）
- DVD『G☆ガールズ ベレー帽に愛をこめて』 発売記念イベント（2009年10月3日 東京都 秋葉原 石丸ソフト本店）
- DVD『リアルオーディション』発売記念イベント（2009年12月12日 東京都 秋葉原 ソフマップ音楽CD館）
- CD『Good my Luv★!!』発売記念イベント （2010年11月20日 - 27日 東京都 石丸電気本店 他）
- 『シブヤ×アキバ〜カノジョはボクの青い鳥〜』DVD発売記念イベント （2010年11月4日 東京都 渋谷 J-POP CAFE）
- 2011のへじ常夜鐙フェスタ （2011年7月31日 青森県上北郡野辺地町 のへじ潮騒公園）
- スーパーストリートファイターIV アーケードエディション 2012 CAPCOM公式全国大会 春獄節！～格闘ひな祭り～ （2012年3月3日 東京都 品川インターシティーホール）
- CD『チューして♥ギュッてして♥』発売記念イベント （2012年3月12日 - 25日 埼玉県さいたま市 HMV大宮ロフト 他）
- 野辺地祇園まつり （2012年8月18日 青森県上北郡野辺地町 のへじ潮騒公園）
- CD『"LOVE" remind...』発売記念イベント  （2013年1月23日- 2月3日 東京都 高田馬場 ムトウ楽器 他）
- 映画『ミスヤンチャン学園・飯田橋女子高校〜KISS部』上映記念親睦会（2013年2 月 3日 東京都 原宿 KINEATTIC）
- 本日営業！まいにゃカフェ ほんとにメイドカフェでやっちゃいますっ！（2013年7月15日 東京都 赤坂 アンドロイドルカフェ）
- 第3回常夜鐙みなと祭り （2014年5月18日 青森県上北郡野辺地町 野辺地町漁協荷捌き場）
- 2014のへじ常夜鐙フェスタ （2014年7月20日 青森県上北郡野辺地町 のへじ潮騒公園）
- CD『Summer FEVER!!』発売記念イベント  （2014年8月27日 東京都 国分寺市 新星堂国分寺駅ビル店 ）
- 通2丁目まちなか元気祭り2015 （2015年4月29日 栃木県足利市 足利市立美術館前）
- 第10回 足利ひめたま痛車祭（2015年6月14日 栃木県足利市 中橋緑地広場）
- 伊藤桃presents「ゆゆさんお見送りパーティー　～線路は続くよどこまでも～」（2021年5月26日 東京都 カラオケの鉄人 銀座店）
- 伊藤桃 Lv UP記念パーティー2022(にーぜろにゃんにゃん)（2022年3月14日 東京都 カラオケの鉄人 銀座店）

### 鉄道関連イベント
- レールクイーン大集合祭り （2009年5月31日 東京都 秋葉原 LittleBSD）
- 『鉄道乙女のちいさな旅』刊行記念サイン会 （2009年7月27日 東京都 千代田区神保町 書泉グランデ）
- 鉄道旅大好きアイドル・伊藤桃とブルトレで秋の夜長を楽しもう！（2009年9月26日 あくねツーリングSTAYtion）
- レールクイーン大集合祭りスペシャル （2009年10月14日 埼玉県さいたま市 プラザノース）
- 『パソ鉄の旅』出版記念トークイベント （2010年6月5日 東京都 秋葉原 LittleTGV）
- 桃ののんびりお茶会 （2011年2月20日 東京都 秋葉原 LittleTGV）
- 伊藤桃LittleTGV特別車掌 （2011年2月20日 東京都 秋葉原 LittleTGV）
- 青い森鉄道まつり2011 （2011年10月16日 青い森鉄道 青森運輸・設備管理所）
- 肥薩おれんじ・レイルフォーラムin阿久根 （2011年11月26日 鹿児島県阿久根市 グランビューあくね屋外テラス）
- 薩摩街道歴史ふれあいウォーク （2011年11月27日 肥薩おれんじ鉄道 水俣駅）
- 鉄道トークライブ （2012年5月26日 香川県丸亀市 ボートレースまるがめ）
- 大宮駅トレインフェスタ （2012年6月16日 埼玉県さいたま市 JR大宮駅西口イベントスペース）
- 地域鉄道・魅力発信シンポジウム（2012年10月20日 青森県上北郡野辺地町 まかど温泉ホテル）
- 東武ファンフェスタ（東武鉄道 南栗橋車両管区）
  - 2012年12月2日
  - 2013年12月1日 - 姫宮なな 役
- 第4回 京急鉄道フェア（2012年12月29日 神奈川県横浜市 京急百貨店）
- 2013 めんこいまつりin岩山パークランド （2013年8月25日 岩手県盛岡市 岩山パークランド） - 旅する気分 鉄子 役
- 2013 RABまつり （2013年9月8日 青森県青森市 青い海公園）- 旅する気分 鉄子 役
- 鉄道博 2014 （2014年1月4日 大阪府 大阪ビジネスパーク）
- 片上鉄道保存会 展示運転 （2014年1月5日 岡山県久米郡美咲町 柵原ふれあい鉱山公園）
- 鉄道むすめ スプリングフェスタin鬼怒川温泉 （栃木県日光市 藤原総合文化会館 2014年3月14日 - 15日） - 姫宮なな 役
  - 東武“鉄道むすめ” スプリングフェスタ2015in鬼怒川温泉（栃木県日光市 藤原総合文化会館 2015年3月14日） - 姫宮なな 役
- 全線のりつぶしトークショー （2014年5月7日 埼玉県さいたま市 さいたま市民会館おおみや）
- 鉄道の祭典 （2014年8月10日 福岡県北九州市 九州鉄道記念館）
- SBSサマーフェスト （2014年8月16日 静岡県静岡市 青葉シンボルロード 青葉イベント広場） - 姫宮なな 役
- 「日本全国絶景鉄道の旅」発売記念トークイベント （2014年12月17日 東京都千代田区神保町 書泉グランデ）
- 国際鉄道模型コンベンション（東京都 東京ビッグサイト）
  - 第16回（2015年8月21日 - 23日）
  - 第17回（2016年8月19日 - 21日）
  - 第18回（2017年8月18日 - 20日）
  - 第19回（2018年8月17日 - 19日）
  - 第20回（2019年8月16日 - 17日）
  - 第21回（2022年8月19日 - 21日）
  - 第22回（2023年8月18日 - 20日）
  - 第23回（2024年8月16日 - 18日）
- 「桃のふわり鉄道旅」関連イベント
  - 刊行記念トークショー＆サイン会（東京都 神保町 書泉グランデ 2016年11月6日）
  - 刊行記念ツンデレレ？特典イベント（東京都 お茶の水 ビレッジヴァンガードお茶の水店 2016年11月13日）
  - 発売記念イベント（神奈川県 海老名市  バンダレコードららぽーと海老名 2017年1月29日）
  - 伊藤桃×久野？ 「女二人で『鉄道旅』を語ろう」トークイベント (東京都 下北沢 B&B 2017年3月19日)
  - 電子化記念 「伊藤桃のスペシャルTALK & アコースティックミニLIVE」(開催場所非公開 2018年7月28日)
- 恋する！たび鉄部 新年ランチミーティング（東京都 青山 月見る君想フ 2017年1月14日 ）
- スーパーベルズ 鉄道ナイト21 終日運行スペジャル（東京都 渋谷 TOKYO CULTURE CULTURE 2017年1月14日 ）
- ジャパンアミューズメントエキスポ2017 (千葉県　幕張メッセ 2017年2月10日 - 12日) - 電車でGO!イベントゲスト
- 「JNR to JR～国鉄民営化30周年記念トリビュート・アルバム」発売記念 トーク＆サイン会 （東京都 神保町 書泉ブックタワー 2017年4月8日）
- 「鉄道アイドル伊藤桃 小田急全駅ものがたり」発売記念イベント
  - スペシャルバースデーパーティー（東京都 下北沢 本屋B＆B 2019年3月10日）
  - スペシャル・イベント（神奈川県  海老名ビナウォーク５番館１階ビナステップ 2019年4月7日）
  - 駅と歴史と居酒屋と。伊藤桃スペシャルトークショー（東京都 書泉グランデ7階 2019年4月7日）
- ガチャコンまつり2021 in 東近江市（滋賀県 東近江市 2021年6月19日）
- 鉄道サービス学科オープンキャンパス　新春　鉄道業界フェス（東京都 東京観光専門学校 2022年1月9日）
- 「―約11000km― 最長片道切符・令和の旅」刊行記念
  - コミックマーケットc103出展（東京都 東京ビッグサイト 2023年12月31日）
  - 発売記念イベント（大阪府 ロフトプラスワン WEST 2024年1月20日）
  - 発売記念イベント（東京都 書泉ブックタワー10階 2024年1月27日）

### 鉄道ツアー
- 房総半島ローカル線の旅 （2009年8月28日 - 29日 小湊鉄道・いすみ鉄道 主催：日本旅行）
- 伊藤桃と行く肥薩おれんじ鉄道の旅&撮影会 （2009年9月27日 肥薩おれんじ鉄道 主催：NPO法人 Big up）
- 秋の鉄分補給の旅 （2009年11月28日 - 29日 北越急行・近江鉄道 主催：日本旅行）
- 東京ローカル鉄道ミニ旅行&撮影会 （主催：クルーソー）
  - 東京ローカル鉄道ミニ旅行&撮影会 （2010年1月24日 都電荒川線）
  - （2010年4月21日 千葉都市モノレール）
  - （2010年6月13日 秩父鉄道）
  - （2010年10月24日 江ノ島電鉄）
- 『鉄女といこう！』ツアー （2010年5月29日 大井川鐵道・天竜浜名湖鉄道 主催：日本旅行）
- 鉄子3姉妹と行く南海電鉄特急「サザン・プレミアム」新型車両貸切ツアー (2011年8月6日 南海電鉄 なんば駅 - 和歌山港駅 主催：南海国際旅行）
- アニ玉コスプレトレイン （2013年10月19日 東武鉄道 とうきょうスカイツリー駅 - 大宮駅 主催：東武トラベル） - 姫宮なな 役として添乗
- 鉄旅タレント　伊藤桃と行く！　小湊鐵道　キハ40　一足早いクリスマストレイン号！（2022年12月10日 小湊鉄道 五井駅発着 主催：ローソントラベル）
- 阪堺電車モ161形貸し切りオフ会（2023年7月29日 阪堺電気軌道 天王寺駅前電停発着 主催：伊藤桃）
- 鉄旅タレント 伊藤桃と行く！小湊鐵道キハ40 大人の修学旅行風！ミステリー駅へ（ほろ酔い編） （2024年2月23日 小湊鉄道 五井駅発着 主催：ローソントラベル）

### DVD

#### ライブ
- GYUと桃缶
  - GYUと桃缶～桃のすべてみせちゃいます～2014年桃の旅!!乗り遅れにはご注意ください （2014年5月 SANDI ENTERTAINMENT）
  - 伊藤桃ワンマンLIVE2015 Gyu!と桃缶～桃の全てみせちゃいます！～夢をみちゃってもいいじゃない＼(^o^)／ウエストにむかって出発進行（2015年5月）

#### 舞台
- ツワモノ〜20××年・・・首都、江戸〜 （2009年10月  Air studio）
- シブヤ×アキバ〜カノジョはボクの青い鳥〜 （2010年11月 Knocturn）
- ポチッとな。vol.2 2012年7月俳優座劇場＋相鉄本多劇場（2013年1月 Smile Earth Project）
- ラズベリーガール
  - メイキングDVD（2013年9月 Smile Earth Project） - 同名舞台のメイキング
  - ドラマDVD B.Ver（2013年11月 Smile Earth Project） - 同名舞台のライブ＋千秋楽コメント集パートに出演

#### 映画
- TRILOGIA （2005年4月 パンド）- オムニバス短篇映画、01. BITTER SWEET
- 奇妙なサーカス Strange Circus （2006年2月 東宝）
- ミスヤンチャン学園・飯田橋女子高校〜KISS部 （2013年2月 パワーギャングワークス）

#### PV
- NUMBER SIX.（2006年10月 キングレコード） - アリス九號.による同名楽曲のPV
- おれんじ色の風 （2010年 3月 NPO法人ネット八代）- 若松沙奈枝による同名楽曲（ 肥薩おれんじ鉄道沿線応援ソング）のPV

#### グラビア
- Fresh!Eye（2009年1月22日 ビーエムドットスリー） - イメージDVD
- G☆ガールズ ベレー帽に愛をこめて （2009年11月 リバプール） - G☆ガールズとして

#### その他
- リアルオーディションマルチタレント編 （2009年12月 ベンテン） 16. 伊藤桃

## 関連人物
- 小倉沙耶 - 鉄道アーティスト。鉄道イベントへ伊藤桃を招聘するなど、親交あり。